# Moraxellaceae
Moraxellaceae este o familie din clasa Gammaproteobacteria, care cuprinde câteva specii patogene pentru om. Majoritatea speciilor sunt inofensive și comensale pentru mamifere, fiind răspândite în apă și sol. Speciile sunt mezofile sau psihrofile (Psychrobacter). Exemple de genuri comune sunt Acinetobacter și Moraxella.